# Pyrota germari
Pyrota mutata là một loài bọ cánh cứng trong họ Meloidae. Loài này được Gemminger miêu tả khoa học năm 1870.